# Fedorivka, Vîșhorod
Fedorivka (în ucraineană Федорівка) este un sat în comuna Rovî din raionul Vîșhorod, regiunea Kiev, Ucraina.

## Demografie
Componența lingvistică a localității Fedorivka
     Ucraineană (96,48%)
     Rusă (2,51%)
     Alte limbi (0,75%)
Conform recensământului din 2001, majoritatea populației localității Fedorivka era vorbitoare de ucraineană (96,48%), existând în minoritate și vorbitori de rusă (2,51%).